# Het Middagcircus
De SLAM! Middagshow (voorheen Het Avondcircus) is een radioprogramma op SLAM! gepresenteerd door Jarno van der wielen, sidekick Erik-Jan Rosendahl en producer Julia Maan.
Het middagprogramma wordt uitgezonden van maandag tot en met donderdag van 16.00 tot 19.00 uur. De eerste uitzending vond plaats op 4 januari 2021, toen het programma nog Het Avondcircus heette. Het programma duurde toen van 19.00 tot 22.00 en is de opvolger van het soortgelijke radioprogramma Club Ondersteboven, dat tot en met eind 2020 werd uitgezonden.
Op 23 oktober 2023 wijzigde de naam van Het Avondcircus in Het Middagcircus. Sindsdien wordt het programma drie uur eerder dan voorheen gepresenteerd.